# Fairhope (Alabama)
Fairhope es una ciudad ubicada en el condado de Baldwin en el estado estadounidense de Alabama. En el censo de 2000, su población era de 12 480.

## Demografía
En el 2000 la renta per cápita promedia del hogar era de $42,913, y el ingreso promedio para una familia era de $56,976. El ingreso per cápita para la localidad era de $25,237. Los hombres tenían un ingreso per cápita de $41,692 contra $27,959 para las mujeres.

## Geografía
Fairhope se encuentra ubicada en las coordenadas 30°31′35″N 87°53′44″O / 30.52639, -87.89556 (30.526394, -87.895687)
Según la Oficina del Censo de los EE. UU., la ciudad tiene un área total de 11.01 millas cuadradas (28.51 km²).